# Вивиан (тауншип, Миннесота)
Ви́виан (англ. Vivian) — тауншип в округе Уосика, Миннесота, США. На 2000 год его население составило 259 человек.

## География
По данным Бюро переписи населения США площадь тауншипа составляет 93,1 км², из которых 93,1 км² занимает суша, а 0,1 км² — вода (0,06 %).

## Демография
По данным переписи населения 2000 года здесь находились 259 человек, 100 домохозяйств и 76 семей.  Плотность населения —  2,8 чел./км².  На территории тауншипа расположено 109 построек со средней плотностью 1,2 построек на один квадратный километр. Расовый состав населения: 98,07 % белых, 0,77 % — других рас США и 1,16 % приходится на две или более других рас. Испанцы или латиноамериканцы любой расы составляли 1,93 % от популяции тауншипа.
Из 100 домохозяйств в 27,0 % воспитывались дети до 18 лет, в 72,0 % проживали супружеские пары, в 1,0 % проживали незамужние женщины и в 24,0 % домохозяйств проживали несемейные люди. 23,0 % домохозяйств состояли из одного человека, при том 10,0 % из — одиноких пожилых людей старше 65 лет. Средний размер домохозяйства — 2,59, а семьи — 3,05 человека.
24,7 % населения — младше 18 лет, 3,9 % — в возрасте от 18 до 24 лет, 25,1 % — от 25 до 44, 27,4 % — от 45 до 64, и 18,9 % — старше 65 лет. Средний возраст — 42 года. На каждые 100 женщин приходилось 121,4 мужчин.  На каждые 100 женщин старше 18 приходилось 124,1 мужчин.
Средний годовой доход домохозяйства составлял 39 750 долларов, а средний годовой доход семьи —  48 750 долларов. Средний доход мужчин —  29 375  долларов, в то время как у женщин — 26 563. Доход на душу населения составил 18 016 долларов. За чертой бедности находились 3,1 % семей и 6,9 % всего населения тауншипа, из которых 15,6 % младше 18 лет.